# Tojšići
Tojšići är en ort i Bosnien och Hercegovina.   Den ligger i entiteten Federationen Bosnien och Hercegovina, i den östra delen av landet, 80 km norr om huvudstaden Sarajevo. Tojšići ligger 322 meter över havet och antalet invånare är 6 587.
Terrängen runt Tojšići är kuperad åt nordost, men åt sydväst är den platt. Runt Tojšići är det ganska tätbefolkat, med 93 invånare per kvadratkilometer. Närmaste större samhälle är Tuzla, 10,2 km väster om Tojšići. 
Omgivningarna runt Tojšići är en mosaik av jordbruksmark och naturlig växtlighet.